# Dombeya humbertiana
Dombeya humbertiana är en malvaväxtart som beskrevs av Arenes. Dombeya humbertiana ingår i släktet Dombeya och familjen malvaväxter. Inga underarter finns listade i Catalogue of Life.